# 11ª Armata aerea e di difesa aerea delle guardie
L'11ª Armata aerea e di difesa aerea delle guardie (in russo 11-я гвардейская армия военно-воздушных сил и противовоздушной обороны?, 11-ja gvardejskaja armija voenno-vozdušnych sil i protivovozdušnoj oborony, unità militare 64603) è una formazione delle Forze aereospaziali russe, facente parte del Distretto militare orientale e con sede a Chabarovsk.

## Storia
L'armata trae le sue origini da due formazioni, l'11ª Armata difesa aerea e 1ª Armata aerea speciale dell'Estremo Oriente. Il 30 aprile 1975 le due armate furono insignite dell'Ordine della Bandiera rossa per decreto del Presidium del Soviet Supremo dell'URSS.
Nel giugno 1998 queste due armate si sono fuse nell'11ª Armata aerea e di difesa aerea.
Nel 2009 l'armata è stata riorganizzata nel 3º Comando aereo e di difesa aerea (in russo 3-е командование ВВС и ПВО?, 3-e komandovaine VVS i PVO). La 303ª Divisione aerea mista è stata ricostituita nel 2012. L'armata è stata ricostituita il 1º agosto 2015.

### Guerra russo-ucraina
Il 7 marzo 2022, durante l'invasione russa dell'Ucraina, è stato abbattuto un aereo SU-25 guidato dal vice comandante del 18º Reggimento della 303ª Divisione aerea, tenente colonnello Oleg Červov. Il 6 agosto successivo è stato ucciso dal fuoco nemico il vice comandante per gli armamenti della 26ª Divisione difesa aerea, colonnello Aleksandr Krylov. Due settimane dopo è stato ucciso il vice comandante del 266º Reggimento della 303ª Divisione aerea mista, maggiore Aleksej Čuprov.
Nel luglio 2023 è stato abbattuto il comandante del 112º Reggimento elicotteri, colonnello Vitalij Tabačnikov, con il suo elicottero.
Il 18 settembre 2024 l'11ª Armata aerea è stata insignita del titolo onorifico di unità delle guardie con decreto presidenziale per "l'eroismo di massa e il coraggio, la resilienza e il valore dimostrati dal personale dell'esercito nelle operazioni di combattimento per proteggere la Patria e gli interessi statali nei conflitti armati".

## Ordine di battaglia
- 25ª Divisione difesa aerea "Komsomol'sk"[3]
  - 1529º Reggimento missilistico contraereo delle guardie (unità militare 16802)
  - 1530º Reggimento missilistico contraereo (unità militare 31458)
  - 1724º Reggimento missilistico contraereo (unità militare 22459)
  - 39º Reggimento radiotecnico (unità militare 21527)
  - 343º Reggimento radiotecnico (unità militare 30593)
- 26ª Divisione difesa aerea delle guardie "Iași" (unità militare 55345)
  - 1723º Reggimento missilistico contraereo (unità militare 26292)
  - 342º Reggimento radiotecnico (unità militare 75313)
- 93ª Divisione difesa aerea (unità militare 03103)
  - 589º Reggimento missilistico contraereo delle guardie (unità militare 83266)
  - 1533º Reggimento missilistico contraereo delle guardie (unità militare 40083)
  - 344º Reggimento radiotecnico (unità militare 30986)
- 303ª Divisione aerea mista "Smolensk" (unità militare 62231) 
  - 18º Reggimento aviazione d'assalto delle guardie "Vitebsk Normandia-Neman" (unità militare 78018)
  - 22º Reggimento aviazione da caccia delle guardie (unità militare 77994)
  - 23º Reggimento aviazione da caccia delle guardie "Tallinn" (unità militare 77984)
  - 277º Reggimento bombardieri delle guardie "Mława" (unità militare 77983)
- 18ª Brigata aerea dell'esercito delle guardie (unità militare 42838)
- 120º Reggimento autonomo aviazione mista delle guardie (unità militare 63559)
- 266º Reggimento autonomo aviazione d'assalto delle guardie "Repubblica Popolare Mongola"
- 35º Reggimento autonomo aviazione mista da trasporto (unità militare 35471)
- 112º Reggimento autonomo elicotteri (unità militare 78081)
- 319º Reggimento autonomo elicotteri "V. I. Lenin" (unità militare 13984)
- 799º Squadrone autonomo aviazione da ricognizione (unità militare 78019)

## Comandanti
- Tenente generale Uruzmag Ogoev (luglio 1998 - 2000)
- Tenente generale dell'aviazione Anatolij Nogovicyn (2000 - 2002)
- Tenente generale dell'aviazione Igor' Sadof'ev (2002 - maggio 2007)
- Tenente generale Valerij Ivanov (maggio 2007 - 2010)
- Maggiore generale Sergej Dronov (2010 - 2013)
- Tenente generale Aleksandr Tatarenko (2013 - dicembre 2015)
- Tenente generale Evgenij Tučkov (gennaio 2016 - luglio 2017)[8]
- Maggiore generale Viktor Afzalov (luglio 2017 - luglio 2018)
- Tenente generale Vladimir Kravčenko (agosto 2018 - settembre 2023)[9]
- Maggior generale Vladimir Tichonov (settembre 2023 - in carica)[10]